# Carelia turricula
Carelia turricula foi uma espécie de gastrópodes da família Amastridae.
Foi endémica do Havaí, atualmente território dos Estados Unidos da América.